# Minimal techno
Minimal techno je forma elektronické taneční hudby. Je považováno za minimalistický sub-žánr techna. Tento styl se obecně ztotožňuje s heslem méně je více. Minimal techno vzniklo na počátku 90. let a jako zakladatelé stylu se uvádějí Robert Hood a Daniel Bell.

## Styl
Hudební publicista a kritik Philip Sherburne tvrdí, že minimal techno využívá dvou specifických přístupů – "skeletalismus" (skeletal – vyhublý, kostní) a "massification" (massif – masiv).
Také uvádí, že stejně jako většina soudobé elektronické taneční hudby, i minimal techno má své kořeny v průkopnících electra Kraftwerk a Detroit techna Derricka Maye a Juana Atkinse.
Minimal techno se zaměřuje na rytmus, opakování melodií a lineární progresy. Obsahuje smyčky jemných perkusí či hypnotické smyčcové aranžmá. Působí celkově lehčím nádechem a chladněji. Miminal techno ctí tradici poctivě pravidelné periody, omezeného množství použitých výrazových prostředků, neměnné harmonie, meditativnosti až statičnosti, ne však apatie a agónie. I takto matematicky přesná hudba však nemusí nutně být odcizená a pár interpretů dokáže, že umí pootevřít a rozšířit kruh, který má jinak přesně odměřený průměr.
V posledních letech se v minimal technu objevují vlivy i z microhousu. Popularita tohoto stylu od roku 2004 stoupá především v zemích a oblastech jako Německo, Francie, Belgie, Jižní Afrika, Nizozemí, Španělsko, Itálie, Irsko a Velká Británie.

## Interpreti
- Boris Brejcha
- Paul Kalkbrenner
- Ricardo Villalobos
- Richie Hawtin
- Paco Osuna
- Gabriel Ananda
- Robert Hood
- Marco Carola
- Gaiser
- Magda
- Lucio Aquilina
- Thomas Schumacher
- Super Flu
- Flavio Diaz
- Joe Maker
- Andrea Frisina
- Louie Cut
- Avrosse
- Sisko Electrofanatik
- Andrea Roma
- Umek
- Trentemøller
- Kollektiv Turmstrasse
- Booka Shade
- Anja Schneider
- Florian Meindl
- Oliver Koletzki
- Extrawelt
- Oliver Klein
- Kate Simko
- Insect Elektrika (český live projekt)
- Pig & Dan

## Labely
- Cocoon Recordings
- Kompakt
- Plus8
- Sähkö Recordings
- Trapez
- Kling klong records